# Завръщането на Поли
„Завръщането на Поли“ (на английски: Along Came Polly) е щатска романтична комедия от 2004 г., написан и режисиран от Джон Хамбург и във филма участват Бен Стилър и Дженифър Анистън.

## Актьорски състав
| Актьор              | Роля            |
| ------------------- | --------------- |
| Бен Стилър          | Рубен Фефър     |
| Дженифър Анистън    | Поли Принс      |
| Дебра Месинг        | Лиса Креймър    |
| Филип Сиймур Хофман | Сандфорд Кайл   |
| Алек Болдуин        | Станли Индурски |
| Ханк Азария         | Клод            |
| Миси Пайл           | Роксан          |
| Браян Браун         | Леланд Ван Лю   |
| Джсу Гарсия         | Хавиер          |
| Мишел Лий           | Вивиан Фефър    |
| Боб Диши            | Ървинг Фефър    |
| Маси Ока            | Уонсук          |
| Джуда Фридлендер    | Дъстин          |
| Ким Уитли           | Гладис          |
| Кевин Харт          | Вик             |

## В България
В България филмът е пуснат по кината на 9 април 2004 г. от Съни Филмс.
На 23 февруари 2005 г. е издаден на VHS и DVD от Прооптики България.
На 19 юни 2010 г. е излъчен по Нова телевизия, записан с български дублаж от Арс Диджитал Студио. Екипът се състои от:
| Преводач            | Лидия Иванова                                                                     |
| Тонрежисьор         | Борис Драганов                                                                    |
| Режисьор на дублажа | Ралица Ботева                                                                     |
| Озвучаващи артисти  | Силвия Русинова Милена Живкова Александър Воронов Симеон Владов Христо Чешмеджиев |

През 2017 г. се излъчва по каналите на bTV Media Group с втори дублаж, записан в студио Медиа Линк. Екипът се състои от:
| Озвучаващи артисти  | Ани Василева Мими Йорданова Николай Николов Николай Върбанов Иво Райков |
| Преводач            | Елена Илиева                                                            |
| Тонрежисьор         | Александър Маринов                                                      |
| Режисьор на дублажа | Милена Манчева                                                          |